# Râul Dumitrelul
Râul Dumitrelul este un afluent al râului Feții. 